# Overdracht (Nederlands recht)
In Nederland is overdracht van eigendom, beperkte rechten en vorderingsrechten mogelijk, tenzij de wet of de aard van het recht zich tegen een overdracht verzet. De overdraagbaarheid van vorderingsrechten kan ook door een beding tussen schuldeiser en schuldenaar worden uitgesloten.

## Rechtsgeldige overdracht
Volgens de Nederlandse wet (art. 3:84 BW) zijn de vereisten voor een rechtsgeldige overdracht:

### Een geldige titel
Het begrip een geldige titel is de juridische term voor een geldige (juridische) basis voor de overdracht. Die geldige basis kan bestaan uit bijvoorbeeld een koopovereenkomst, een schenking of een erfstelling in een testament.

### Een beschikkingsbevoegde vervreemder
De eis van een beschikkingsbevoegde vervreemder houdt in dat degene die het goed overdraagt ook daadwerkelijk bevoegd is om dat te doen. De bekendste bevoegdheidsreden is dat de vervreemder de eigenaar is van het over te dragen goed. Niet iedere houder of bezitter (zie ook Bezit) is bevoegd om over te dragen: een dief is daartoe niet gerechtigd, net zomin als een vruchtgebruiker, beheerder, lener of huurder.

#### Nalatenschap
Bij een opengevallen nalatenschap zijn de erfgenamen gezamenlijk beschikkingsbevoegd omdat zij op de voet van art. 4:182 BW de overledene van rechtswege zijn opgevolgd in zijn bezittingen, eigendommen en schulden onder algemene titel. Een executeur of testamentair bewindvoerder is onder omstandigheden bevoegd als vertegenwoordiger van de erfgenamen een goed uit de nalatenschap over te dragen, namelijk als dat nodig is om de schulden te voldoen of voor een zorgvuldig beheer van de nalatenschap. Binnen het notariaat en de nalatenschapsplanning wordt vaak gesteld dat een zogenaamde 'driesterrenexecuteur' of afwikkelingsbewindvoerder bij testament volledig beschikkingsbevoegd kan worden gemaakt in plaats van de erfgenamen en zo tijdelijk eigendomsrechten overgedragen krijgt waardoor hij naar eigen inzicht over hun eigendommen mag beschikken. Voor deze manier van eigendomsoverdracht bestaat geen wettelijke basis, noch in het goederenrecht, dat een gesloten stelsel is, noch in het erfrecht, dat een gesloten stelsel van uiterste wilsbeschikkingen kent, is in een dergelijke overdracht van eigendomsrechten voorzien. Daarnaast is in de parlementaire geschiedenis en hogere jurisprudentie bepaald dat een testamentair bewindvoerder als taak heeft het vermogen te beheren, dat is conserveren en bewaren, en zich niet als 'heer en meester' over andermans eigendom mag gedragen.

### Een leveringshandeling
De leveringshandeling is het complex van gedragingen dat nodig is om de nieuwe eigenaar de macht over het goed te verschaffen. Wat wettelijk is vereist om een geldige leveringshandeling tot stand te laten komen, hangt af van het soort goed dat wordt overgedragen. Zo kunnen roerende zaken worden geleverd door de nieuwe eigenaar de zaak in bezit te laten nemen. Het kan echter ook nodig zijn dat er (bijvoorbeeld voor de overdracht van een onroerende zaak) een notariële akte moet worden opgemaakt welke moet worden ingeschreven in de openbare registers of dat er (bijvoorbeeld voor de overdracht van een vorderingsrecht) een mededeling moet worden gedaan. De wet schrijft voor alle soorten goederen voor hoe de levering dient te geschieden.
Indien aan een van de vereisten niet is voldaan, is er geen sprake van een geldige overdracht. Het bekendste probleem in het dagelijkse (handels)verkeer is dat van de onbevoegde vervreemder. Van veel zaken is niet eenvoudig vast te stellen of de vervreemder bevoegd is tot de overdracht of niet. Wie bijvoorbeeld op de rommelmarkt een boek koopt, kan eigenlijk niet weten of de verkoper wel de eigenaar is van het boek (hij kan het geleend hebben). Indien de verkoper geen eigenaar was, is de overdracht in principe niet rechtsgeldig: er is niet voldaan aan de vereisten van art. 3:84 BW.

## Verkrijger te goeder trouw
De wet kent een aantal beschermingsmaatregelen voor verkrijgers die te goeder trouw zijn. De belangrijkste is die van art. 3:86 BW. Deze komt erop neer dat een overdracht door een beschikkingsonbevoegde vervreemder onder bepaalde omstandigheden toch rechtsgeldig is, namelijk wanneer de overdracht tegen betaling geschiedt en de verkrijger geen reden had om aan de beschikkingsbevoegdheid van de vervreemder te twijfelen. Als aan de voorwaarden van dat artikel is voldaan, wordt de beschikkingsonbevoegdheid "geheeld" en is de overdracht toch rechtsgeldig. Het eigendomsrecht van de oorspronkelijke eigenaar gaat teniet en de verkrijger te goeder trouw wordt de nieuwe eigenaar. De oorspronkelijke eigenaar staat dan met lege handen. Hem rest niets anders dan een vordering in te stellen tegen de onbevoegde vervreemder.
Als niet aan de voorwaarden voor derdenbescherming is voldaan gaat de eigendom niet over. De eigenaar kan dan het goed revindiceren (terugeisen). De koper kan dan een vordering instellen tegen de vervreemder, omdat die tekort is gekomen in zijn nakoming tot eigendomsoverdracht.